# جاك إدواردز (سياسي)
جاك إدواردز (بالإنجليزية: Jack Edwards)‏ هو سياسي أمريكي، ولد في 20 سبتمبر 1928 في برمنغهام في الولايات المتحدة. حزبياً، نشط في الحزب الجمهوري. وقد انتخب عضو مجلس النواب الأمريكي.